# Seznam del cerkvenih učiteljev, izdanih v slovenščini
Seznam del cerkvenih učiteljev, izdanih v slovenščini.

## Albert Veliki
/

## Alfonz Ligvorij
| Delo                                   | Prevajalec                     | Leto | Cobiss                     |
| -------------------------------------- | ------------------------------ | ---- | -------------------------- |
| Molitev, velik pripomoček k zveličanju | Anton Jarc                     | 1888 | (COBISS)                   |
| Molitev, velik pripomoček k zveličanju | Anton Jarc                     | 1904 | (COBISS)                   |
| Priprava na smrt                       | Andrej Karlin                  | 1900 | (COBISS)                   |
| Prva nevesta Kristusova                | Aljfonz Furlan                 | 1907 | (COBISS)                   |
| Resnice za večnost                     |                                | 1916 | (COBISS)                   |
| Slava Marije Devize                    | Blaž Potočnik                  | 1845 | (COBISS)                   |
| Sveta ura                              | Friderik Baraga po F. Simoniču | 1832 | (COBISS) (COBISS) (COBISS) |
| Sveta ura                              | Janez Volčič                   | 1867 | (COBISS)                   |
| Sveta ura                              | Andrej Pavlica                 | 1896 | (COBISS)                   |
| Sveta ura                              | Karol Tribnik                  | 1912 | (COBISS)                   |
| Teden s križanim gospodom              | Kazimir Zakrajšek              | 1957 | (COBISS)                   |
| Živlenjepis svete Treze                | Jožef Klekl                    | 1912 | (COBISS)                   |

## Ambrož Milanski
/

## Anzelm
/

## Anton Padovanski
| Delo                      | Prevajalec    | Leto | Cobiss   |
| ------------------------- | ------------- | ---- | -------- |
| Misli, molitve, življenje | Pavle Bratina | 2003 | (COBISS) |

## Atanazij Veliki
| Delo          | Prevajalec          | Leto | Cobiss   |
| ------------- | ------------------- | ---- | -------- |
| O učlovečenju | Jan Dominik Bogataj | 2023 | (COBISS) |

## Avguštin iz Hipona
| Delo                              | Prevajalec                           | Leto | Cobiss            |
| --------------------------------- | ------------------------------------ | ---- | ----------------- |
| Govori o Janezovem evangeliju     | Franc Ksaver Lukman                  | 1943 | (COBISS) (COBISS) |
| Izpovedi                          | Anton Sovre                          | 1932 | (COBISS)          |
| Izpovedi                          | Anton Sovre, priredil Kajetan Gantar | 1978 | (COBISS)          |
| Izpovedi                          | Anton Sovre, priredil Kajetan Gantar | 2003 | (COBISS)          |
| Knjiga o veri, upanju in ljubezni | Franc Ksaver Lukman                  | 1959 | (COBISS)          |
| O svobodni izbiri                 | Nataša Homar                         | 2003 | (COBISS)          |
| O Trojici                         | Miran Špelič                         | 2014 | (COBISS)          |
| Proti akademikom                  | Primož Simoniti                      | 2006 | (COBISS)          |
| Učitelj                           | Nataša Homar                         | 1991 | (COBISS) (pdf)    |
| Zakonski stan in poželenje        | Nataša Homar                         | 1993 | (COBISS)          |

## Bazilij Veliki
/

## Beda Častitljivi
| Delo                               | Prevajalec                  | Leto | Cobiss   |
| ---------------------------------- | --------------------------- | ---- | -------- |
| Cerkvena zgodovina ljudstva Anglov | Bogdan Kolar, Miran Sajovic | 2015 | (COBISS) |

## Bernard iz Clairvauxa
| Delo                    | Prevajalec                                | Leto | Cobiss   |
| ----------------------- | ----------------------------------------- | ---- | -------- |
| Govori o Visoki pesmi   | Jože Gregorič, Pavel Pavlič, Alojz Premrl | 1990 | (COBISS) |
| Hvalnice Devici Mariji  | Breda Čop                                 | 2003 | (COBISS) |
| Svetloba dni            | Breda Čop                                 | 1999 | (COBISS) |
| Žena, ogrnjena s soncem | Breda Čop                                 | 1994 | (COBISS) |

## Bonaventura
| Delo                                                           | Prevajalec          | Leto | Cobiss   |
| -------------------------------------------------------------- | ------------------- | ---- | -------- |
| Brevilokvij                                                    | Jan Dominik Bogataj | 2021 | (COBISS) |
| Drevo življenja                                                | Jan Dominik Bogataj | 2020 | (COBISS) |
| Kako se različne umetnosti zvajajo na teologijo; O trojni poti | Nena Bobovnik       | 2021 | (COBISS) |
| Potovanje duše k Bogu                                          | Silvester Novak     | 1999 | (COBISS) |

## Ciril Aleksandrijski
/

## Ciril Jeruzalemski
/

## Efrem Sirski
| Delo          | Prevajalec | Leto | Cobiss   |
| ------------- | ---------- | ---- | -------- |
| Izbrane himne | Alen Širca | 2012 | (COBISS) |

## Frančišek Saleški
| Delo           | Prevajalec                        | Leto | Cobiss   |
| -------------- | --------------------------------- | ---- | -------- |
| Filoteja       | Mihael Stojan po F. Simoniču      | 1842 | (COBISS) |
| Filoteja       | Franc Rup                         | 1880 | (COBISS) |
| Filoteja       | Anton Kržič                       | 1899 | (COBISS) |
| Filoteja       | Simforza Kovačič                  | 1941 | (COBISS) |
| Filoteja       | Breda Cigoj Leben                 | 2002 | (COBISS) |
| Na poti k Bogu |                                   | 1960 | (COBISS) |
| Teotim         | France Glinšek, Breda Cigoj Leben | 1996 | (COBISS) |

## Gregor iz Nareka
/

## Gregor Nazianški
| Delo              | Prevajalec | Leto | Cobiss   |
| ----------------- | ---------- | ---- | -------- |
| Bogoslovni govori | Vid Snoj   | 2018 | (COBISS) |
| Izbrane pesmi     | Vid Snoj   | 2014 | (COBISS) |

## Gregor Veliki
| Delo                                          | Prevajalec                                   | Leto | Cobiss   |
| --------------------------------------------- | -------------------------------------------- | ---- | -------- |
| Pastoralno vodilo Janezu, škofu mesta Ravenna | Franc Ksaver Lukman, priredil Rafko Valenčič | 1984 | (COBISS) |

## Hieronim
| Delo                             | Prevajalec            | Leto | Cobiss         |
| -------------------------------- | --------------------- | ---- | -------------- |
| Svetega Hijeronima izbrana pisma | Franc Ksaver Lukman   | 1941 | (COBISS)       |
| Zagovor proti Rufinu             | Neža Sagadin          | 2010 | (COBISS) (pdf) |
| Pisma                            | Miran Špelič in drugi | 2021 | (COBISS)       |

## Hilarij iz Poitiersa
/

## Hildegarda iz Bingna
| Delo                                             | Prevajalec            | Leto | Cobiss   |
| ------------------------------------------------ | --------------------- | ---- | -------- |
| Zeliščno zdravilstvo za zdravje in dobro počutje | Mateja Malnar Štembal | 2017 | (COBISS) |

## Irenej Lyonski
| Delo               | Prevajalec                                    | Leto | Cobiss         |
| ------------------ | --------------------------------------------- | ---- | -------------- |
| Zoper krivoverstva | Benjamin Bevc, Gašper Kvartič, Jan Ciglenečki | 2018 | (COBISS) (pdf) |

## Izidor Seviljski
/

## Janez Avilski
/

## Janez Damaščan
/

## Janez od Križa
| Delo                 | Prevajalec        | Leto | Cobiss   |
| -------------------- | ----------------- | ---- | -------- |
| Duhovna pesem        | Breda Cigoj Leben | 1991 | (COBISS) |
| Duhovna pesem        | Breda Cigoj Leben | 2006 | (COBISS) |
| Luč v temni noči     | Irena Santoro     | 2006 | (COBISS) |
| Pesmi                | Janez Žumer       | 2013 | (COBISS) |
| Vzpon na goro Karmel | Breda Cigoj Leben | 1983 | (COBISS) |
| Vzpon na goro Karmel | Breda Cigoj Leben | 2001 | (COBISS) |
| Temna noč            | Breda Cigoj Leben | 1987 | (COBISS) |
| Temna noč            | Breda Cigoj Leben | 2011 | (COBISS) |
| Živi plamen ljubezni | Breda Cigoj Leben | 1991 | (COBISS) |
| Živi plamen ljubezni | Breda Cigoj Leben | 2006 | (COBISS) |

## Janez Zlatousti
| Delo                                    | Prevajalec                                  | Leto | Cobiss   |
| --------------------------------------- | ------------------------------------------- | ---- | -------- |
| Svetega Janeza Krizostoma Izbrani spisi | Franc Ksaver Lukman, Franc Pavlanski Omerza | 1942 | (COBISS) |

## Katarina Sienska
| Delo                        | Prevajalec     | Leto | Cobiss   |
| --------------------------- | -------------- | ---- | -------- |
| Ogenj Božje ljubezni        | Stanislav Zore | 2010 | (COBISS) |
| Pogovor o božji previdnosti | Gena Pen       | 1994 | (COBISS) |

## Leon Veliki
/

## Lovrenc iz Brindisija
/

## Peter Damiani
/

## Peter Kanizij
| Delo      | Prevajalec                   | Leto | Cobiss   |
| --------- | ---------------------------- | ---- | -------- |
| Katekizem | Janez Čandek                 | 1615 | (COBISS) |
| Katekizem | Janez Čandek                 | 1991 | (COBISS) |
| Katekizem | Ignaz Parhamer po M. Smoliku | 1760 | (COBISS) |

## Peter Krizolog
/

## Robert Bellarmino
| Delo                                   | Prevajalec | Leto | Cobiss         |
| -------------------------------------- | ---------- | ---- | -------------- |
| Kratki sapopadek christianskiga navuka |            | 1728 | (COBISS) (pdf) |

## Terezija Avilska
| Delo                     | Prevajalec                          | Leto | Cobiss   |
| ------------------------ | ----------------------------------- | ---- | -------- |
| Lastni življenjepis      | Stanko Majcen                       | 1974 | (COBISS) |
| Lastni življenjepis      | Stanko Majcen, priredil Janez Zupet | 1998 | (COBISS) |
| Notranji grad            | karmeličanke v Mengšu               | 1980 | (COBISS) |
| Notranji grad            | Stanko Majcen, priredil Janez Zupet | 2003 | (COBISS) |
| Pot popolnosti           | karmeličanke v Mengšu               | 1978 | (COBISS) |
| Pot popolnosti           | Stanko Majcen, priredil Janez Zupet | 2000 | (COBISS) |
| Ustanavljanje samostanov | karmeličanke, priredil Janez Zupet  | 2005 | (COBISS) |

## Terezija iz Lisieuxa
| Delo                               | Prevajalec                             | Leto | Cobiss   |
| ---------------------------------- | -------------------------------------- | ---- | -------- |
| Majhna, da bi delala velike stvari | Matej Leskovar                         | 2004 | (COBISS) |
| Povest duše                        | karmeličanke na Selu                   | 1940 | (COBISS) |
| Povest duše                        | karmeličanke na Selu                   | 1974 | (COBISS) |
| Povest duše                        | karmeličanke na Selu                   | 1990 | (COBISS) |
| Povest duše                        | Alojzij Kukovica                       | 1966 | (COBISS) |
| Povest duše                        | Alojzij Kukovica, priredil Janez Zupet | 1997 | (COBISS) |
| Zadnji pogovori                    |                                        | 1928 | (COBISS) |
| Zadnji pogovori                    | Janez Zupet                            | 1997 | (COBISS) |

## Tomaž Akvinski
| Delo                     | Prevajalec             | Leto | Cobiss   |
| ------------------------ | ---------------------- | ---- | -------- |
| Izbrani filozofski spisi | Pavel Češarek in drugi | 1999 | (COBISS) |
| Ratio et fides           | Gregor Pobežin         | 2012 | (COBISS) |